# Vittorio Emanuele Giunti
Vittorio Emanuele Giunti, conosciuto anche solo come Vittorio Giunti (Siena, 1894 – 1964), è stato un pittore e ceramista italiano.
Secondo altre fonti sarebbe deceduto a Firenze nel 1961. Sulla data di nascita molti testi riportano il 1894, come il Catalogo Generale dei Beni Culturali, ma pare evidente che sia impossibile che già appena due anni dopo possa essere un attivo ceramista. Altri testi citano una manifattura "Giunti Ceramiche" verso la fine dell'Ottocento in zona Bellariva (oggi quartiere 2 Firenze), all'epoca abitata da mezzadri, pascoli, orti e pescatori e attraversata dalla strada per Arezzo ed è forse probabile che possa trattarsi del padre o del nonno o di altra ditta.

## Biografia
Molto scarse sono le informazioni sulla sua vita e sugli aspetti della sua formazione. Secondo alcune fonti, nel 1896 fondò, come direttore tecnico, con gli amici Galileo Chini in qualità di direttore artistico, Giovanni Montelatici come plasmatore e Giovanni Vannuzzi a Firenze la manifattura "Arte Della Ceramica" che ebbe un marchio molto ben riconoscibile: due mani incrociate, simbolo di amicizia. 
Anche se la produzione sembrò andare a gonfie vele, i rapporti tra i quattro fondatori cominciarono ad incrinarsi ed il primo a lamentarsi fu proprio Montelatici che non vide di buon occhio l'abbandono del marchio a favore della sola sigla ADC già a partire dal 1899.
Nel 1901 Giunti abbandonò la direzione tecnica alla quale subentrò il cugino di Galileo, Chino Chini, che nel 1897 era entrato nelle Ceramiche assieme ai fratelli Guido e Augusto. Sarà Chino Chini, tramite la corrispondenza con il chimico e farmacista senese ed anche esperto di ceramiche Bernardino Pepi, a creare la nuova sede in località Fontebuoni, nella quale entrerà quale socio finanziatore il conte Giustiniani. Nel 1902 Giunti dette vita alla "Società Ceramica Artistica Fiorentina" presso la quale collaborerà per un breve periodo anche Adolfo De Carolis.
Due anni dopo nel 1904 abbandonò per dissapori con Giustiniani anche Galileo Chini. Nel 1906, con Chino Chini e i suoi fratelli, aprì una manifattura in Borgo San Lorenzo, dove lavoreranno in seguito i rispettivi figli e i nipoti.
Vittorio Emanuele Giunti fu esperto di cottura alle alte temperature e fu autore di un volume edito a Milano "La maiolica italiana; tecnologia pratica di lavorazione" (1927).
In merito alla pittura, nel XX secolo fu, con Bruno Marzi, il pittore che dipinse ben 24 palii, anche se il primo, quello del 1910, vinto dalla Contrada della Torre fu dipinto assieme a Corrado Potenti. Un altro palio che viene ricordato è quello vinto nel 1913 dalla Contrada dell'Istrice nel 1913 con il fantino Angelo Meloni, chiamato Picino per via della statura, col cavallo Strega. Lo stendardo, dal colore di un marrone 'antico' richiama gli anni della Repubblica, il Buongoverno e la Lupa simbolo della città, il tutto sotto lo sguardo della Madonna di Provenzano. Molte sue opere sono oggetto di compravendita presso private gallerie.
Fu autore di una Sacra Famiglia, un tabernacolo con la Madonna, il bambino e San Giuseppe, nel quartiere della Contrada dell'Oca. i cui abitanti si autotassarono per pagare l'artista per la somma di 400 lire affinché realizzasse l'affresco in stile neo quattrocentesco che venne inaugurato in Via della Galluzza l'8 settembre 1937, Nei primi anni Trenta aveva sostituito un altro tabernacolo, raffigurante la Madonna con il Bambino, attribuito ad Apollonio Nasini, con l'affresco San Martino e il povero con caratteristiche puriste che si rifacevano alla pittura del primo Cinquecento, in Vicolo Magalotti nella Contrada del Leocorno.